# Streichquartett (Bruckner)

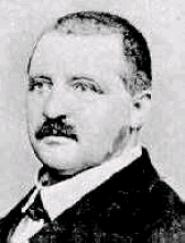
Anton Bruckner (1968) - österreichischer Komponist

Anton Bruckners erste Kammermusikwerke, während er, bereits fast 38 Jahre alt, beim Linzer Theaterkapellmeister Otto Kitzler Unterricht in freier Komposition nahm, waren vier Skizzen für ein Scherzo für Streichquartett und zwei Scherzi für Streichquartett in F-Dur und g-Moll sowie ein Thema und Variationen für Streichquartett in Es-Dur. Danach entstand das Streichquartett in c-Moll, WAB 111, wie etwas später auch die bekanntere f-Moll-Symphonie, als Studienarbeit. Diese wurde am 7. August 1862 beendet.

## Geschichte
Im Frühjahr 1862 komponierte Bruckner während seines Unterrichts bei Otto Kitzler zwei Scherzi für Streichquartett in F-Dur und g-Moll. Danach, zwischen dem 28. Juli und dem 7. August 1862, komponierte er das Streichquartett in c-Moll, als Vorstufe zu Orchestrierungsübungen. Das Manuskript des Quartetts findet sich auf S. 165–196 des Kitzler-Studienbuchs. Als Kitzler eine Woche später (15. August 1862) Bruckners Werk rezensierte, war er vielleicht unzufrieden mit Bruckners Unkonventionalität des ersten Rondos. Er schlug daher vor, dass ein Rondo in größerer Form und in einer traditionelleren Rondo-Sonatenform dem Stück zugutegekommen wäre. Das 40 Takte längere Rondo in c-Moll, WAB 208, das die gleiche Tonart, Metrum und formale Struktur wie das erste Rondo hat, kann daher als Alternative zum ersten Rondo angesehen werden.
Das Quartett wurde zu Bruckners Lebzeiten nicht herausgegeben, da es sich um eine Übung während seiner Studienzeit handelte. Bruckner vermachte keine Partitur davon, wie er es für die späteren Vier Orchesterstücke. Das „Kitzler-Studienbuch“ wurde in das Vermächtnis von Bruckners Freund Joseph Schalk in München aufgenommen, in dem das Quartett 1950 vom Koeckert-Quartett entdeckt wurde. Das Koeckert-Quartett brachte das Stück am 15. Februar 1951 in einer Sendung des RIAS zur Uraufführung und führte es am 8. März 1951 in einem Konzert in Hamburg auf. Aufnahmen der Uraufführung von 1951 befinden sich im Rundfunkarchiv des RIAS, seines Nachfolgers Rundfunk Berlin-Brandenburg sowie des Bayerischen Rundfunks und Norddeutschen Rundfunks. Eine Aufnahme aus dem Archiv des NDR ist im Bruckner-Archiv verfügbar.
Das Streichquartett wurde von Leopold Nowak in Band XIII/1 der Gesamtausgabe im Jahr 1955 herausgegeben.

## Musik
Das Stück ist ein konventionelles Streichquartett in den üblichen vier Sätzen:
1. Allegro moderato, c-Moll 4/4
2. Andante, As-Dur, 3/4, mit Mittelteil in as-Moll
3. Scherzo, Presto G-Dur, 3/4
4. Rondo, Schnell, c-Moll, 2/4

Spieldauer: 19 bis 24 Minuten.
Im Gegensatz zu seinen späteren Werken gab Bruckner nur wenige Hinweise auf die Phrasierung, während die Dynamik nur an wenigen Schlüsselstellen auftaucht. Rudolf Koeckert erlaubte Leopold Nowak, die Phrasierung und Dynamik seiner Gruppe in die Bruckner-Gesamtausgabe Teile zu kopieren. Die Gesamtausgabe enthält jedoch nur jene Markierungen von Bruckners Hand. Das Streichquartett ist eine Siedlung mit klassischen und frühromantischen Beispielen. Der von Anfang an polyphone Abdruck verweist auf frühere Übungen Bruckners. Obgleich das Stück qualitativ nicht den späteren Symphonien des Komponisten an die Seite zu stellen ist, zeigt es jedoch schon einen satztechnisch sicheren Stil. Auch die strengen Unterweisungen im Kontrapunkt bei Bruckners vorherigem Lehrmeister Simon Sechter lassen sich in ihm ausmachen. In der Grundtonart c-Moll, in manchen harmonischen Wendungen und Themenstrukturen sowie in der Ländlermotivik könnte man Verbindungen zu späteren Bruckner-Werken sehen.
Der erste Satz, in traditioneller Sonatenform, ist mit kühnen Modulationen in der Durchführung komponiert. Die Exposition ist für die Wiederholung markiert; das einzige andere Werk Bruckners mit einer solchen Wiederholung ist die Sinfonie in f-Moll.

Das Andante in drei Teilen (ABA) mit modifizierter Reprise, spiegelt Beethovens Wahl der Tonart für einen langsamen Satz nach einem c-Moll-Allegro wider, aber den Mittelteil in parallelem Moll zu haben, ist etwas, das Bruckner nie wieder tun wird.

Das Trio des Scherzos ist in Ländler-Form. Derek Watson findet, dass das Trio einen Schubertschen, frisch bukolischen Charme hat.

Das Rondo hat virtuose Akzente. Das B-Thema erscheint zuerst in Es-Dur und später in C-Dur, und die letzte Wendung des A-Themas ist stark verziert. Dieses Rondo hat insofern eine merkwürdige Besonderheit, als in Teil 6 das B-Thema aus Teil 2 und das C-Thema aus Teil 4 zusammen vorhanden sind.

## Diskografie
Es gibt etwa 10 Aufnahmen des Streichquartetts.
Die Live-Aufführung (9. März 1951) des Koeckert-Quartetts aus dem Archiv des NDR ist auf CD 2 der Musik aus dem Archiv, Band 1, SOMM-Aufnahmen ARIADNE 5025-2, 15. März 2024 erschienen.
Hervorragende Einspielungen sind nach Hans Roelofs u. a. die des Koeckert-Quartetts (1974), von L’Archibudelli, dem Fine Arts Quartett und dem Zehetmair Streichquartett. Wo das Koeckert-Quartett die wenigen Dynamikangaben, die Bruckner gab, tatsächlich außer Acht ließ, gehorcht das Quartett der Schönen Künste Bruckners Angaben, ignoriert aber größtenteils die von Koeckert.
- Keller Quartett, LP: Da Camera magna SM 92707/8, 1962
- Koeckert Quartett. Studioaufnahme von 1974 kompiliert auf CD: Karna Musik Live KA-143M
- L’Archibudelli. Anton Bruckner: String Quintet. Intermezzo. Rondo. String Quartet. CD: Sony Classical Vivarte SK 66 251, 1995 – auf historischen Instrumenten
- Fine Arts Quartet. BRUCKNER: String Quintet in F Major / String Quartet in C Minor. CD: Naxos 8.570788, 2008
- Zehetmair Streichquartett. Beethoven, Bruckner, Hartmann, Holliger. CD: ECM 2195/96, 2010
- Fitzwilliam Quartet. Anton Bruckner: String Quintet / String Quartet. CD: Linn LC 11615, 2011 – auf historischen Instrumenten
- Quatuor Diotima. Bruckner & Klose String Quartets, Pentatone LC 868, 2024 – mit der Erstaufnahme des Themas und Variationen für Streichquartett, WAB 210